# HUS Marienwerder
HUS Marienwerder war ein deutscher Militärsportverein in der Zeit des Zweiten Weltkriegs aus Marienwerder in Westpreußen.

## Werdegang
Am 1. Januar 1941 wurde an der Heeres-Unteroffizier-Schule (HUS) in Marienwerder eine Fußballmannschaft gebildet. Sport stand ohnehin auf dem Lehr- und Dienstplan der angehenden Infanterie-Unteroffiziere. Schon nach kurzer Zeit stellte sich heraus, dass die in Weiß und Schwarz antretenden Soldaten den Gegnern in der Umgebung an Klasse weit überlegen waren. Man gründete einen regelrechten Heeressportverein mit Vereinsführer Hauptmann Zander an der Spitze und meldete die Mannschaft für den „ordentlichen Spielbetrieb“ an.
Zur Saison 1941/42 spielte die HUS-Elf in der Gauliga Danzig-Westpreußen. Hier erwiesen sich die „Schwarz-Weißen“, die ihre Heimspiele auf dem 4.000 Zuschauer fassenden Schwemannplatz austrugen, ihren Gegnern als haushoch überlegen. Mit 15 Siegen aus 18 Spielen war den Unteroffizieranwärtern der Gaumeistertitel, und damit die Berechtigung zur Teilnahme an der Endrunde um die deutsche Meisterschaft 1942, nicht zu nehmen. Dabei aber musste die Elf von Trainer Feldwebel Hermann und Spielführer Leutnant Kammler schnell feststellen, dass außerhalb von Danzig-Westpreußen ein höherklassiger Fußball gespielt wird: Gegen den nicht gerade zur deutschen Spitzenklasse zählenden VfB Königsberg schied man in der Ausscheidungsrunde um die deutsche Meisterschaft am 10. Mai 1942 im Danziger Albert-Forster-Stadion nach einer happigen 1:7-Niederlage aus. Auch im Tschammer-Pokal war bereits in der 1. Schlussrunde Endstation. Hier unterlag man dem Luftwaffen-Sportverein Stettin aus der Gauliga Pommern mit 1:2.
Damit nahte auch schon das Ende des Infanterie-Teams aus Marienwerder. Zwar trat man noch zur Spielzeit 1942/43 an, aber bald darauf endete die Ausbildung der Unteroffizieranwärter – sie wurden jetzt an der Front benötigt. Gleichwertiger Ersatz war nicht vorhanden, also zog man die Mannschaft im Dezember 1942 freiwillig aus der Gauliga zurück. Ob daraufhin auch der Heeressportverein aufgelöst wurde, ist ungewiss. Spätestens 1945 hatte sich das Thema mit der deutschen Kapitulation ohnehin erledigt.